# گردان یهودی

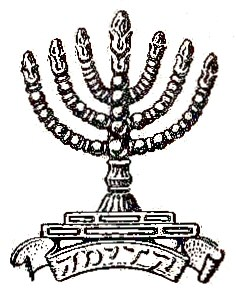

گردان یهودی (به انگلیسی: Jewish Legion)، تشکیلاتی نظامی و متشکل از داوطلبان یهودی است که در جریان جنگ جهانی اول در کنار نیروهی انگلیس و متفقین جنگیدند.
گردان یهودی شماره ۳۸ که در میان سال‌های ۱۹۱۵ تا ۱۹۱۷ تشکیل شد و گردان ۳۹ که بن گوریون و بن تسفی در سال‌های ۱۹۱۷ تا ۱۹۱۸ در آمریکا آن را تأسیس کردند و گردان ۴۰ (که توسط زیو ژابوتینسکی در فلسطین تحت قیومیت بریتانیا تشکیل شد) و گردان‌های یورش تفنگ‌های پادشاهی نیروهی تشکیل‌دهنده این سازمان هستند.

## نگارخانه

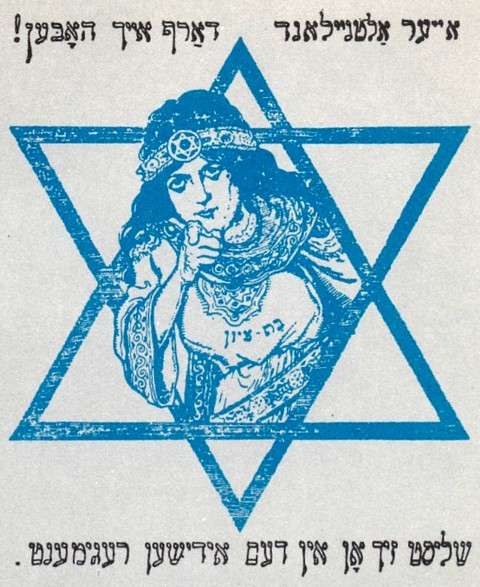
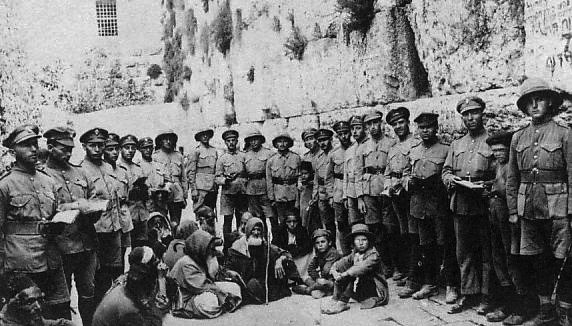
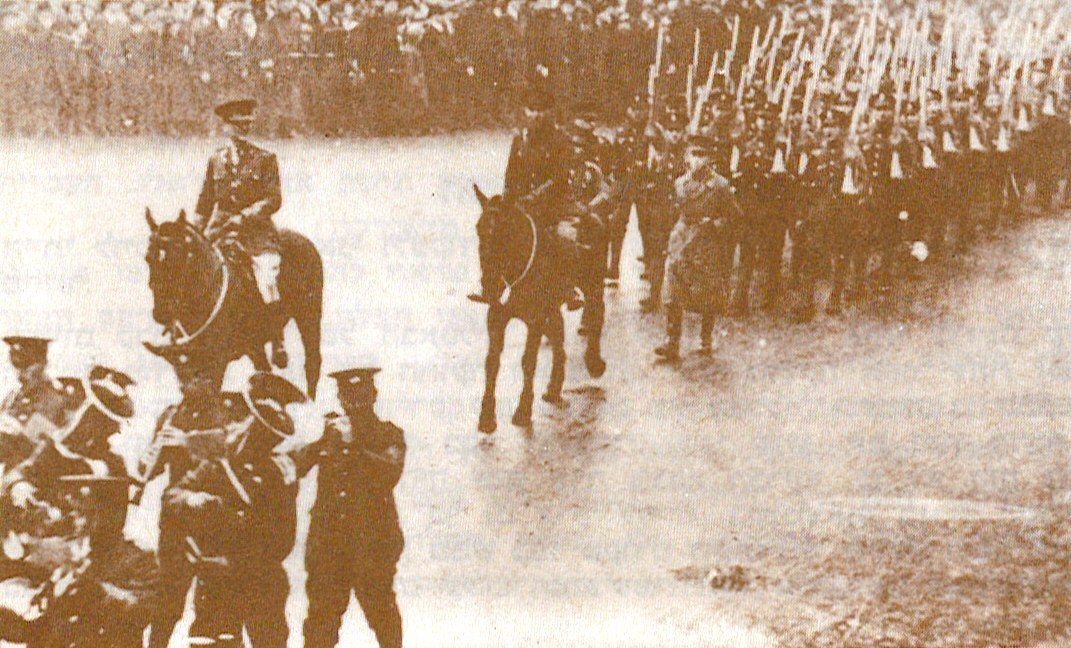
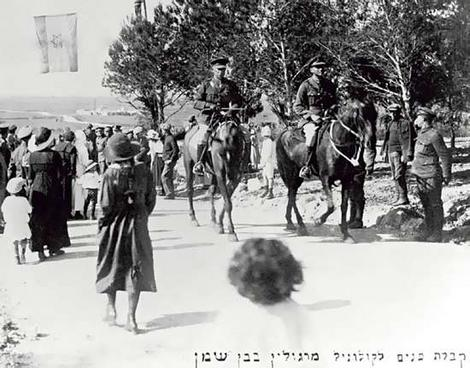
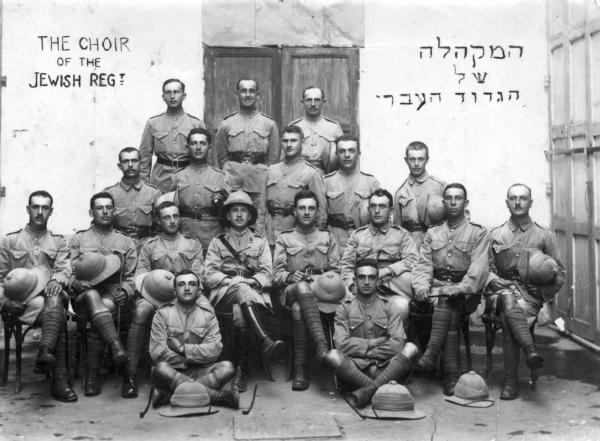
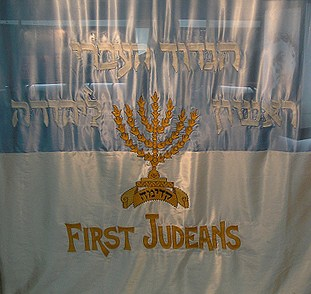
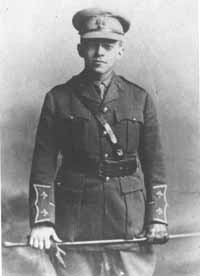
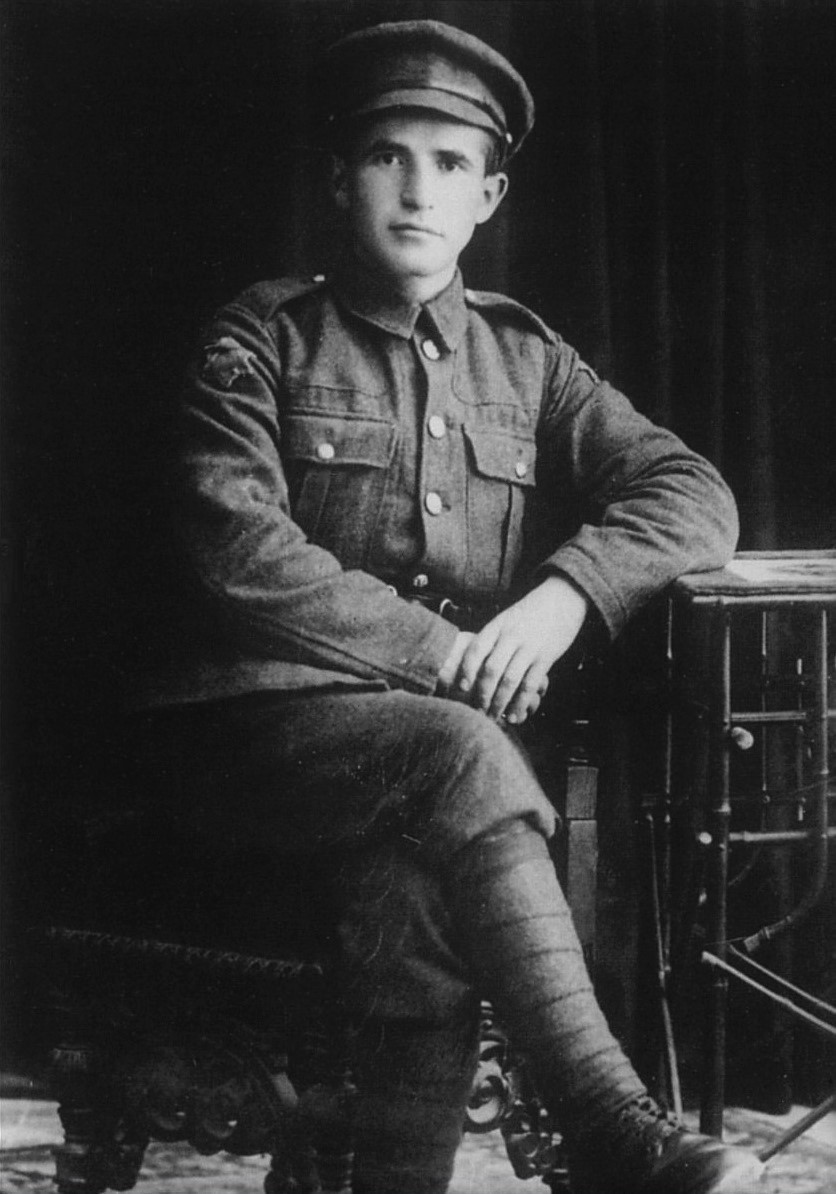
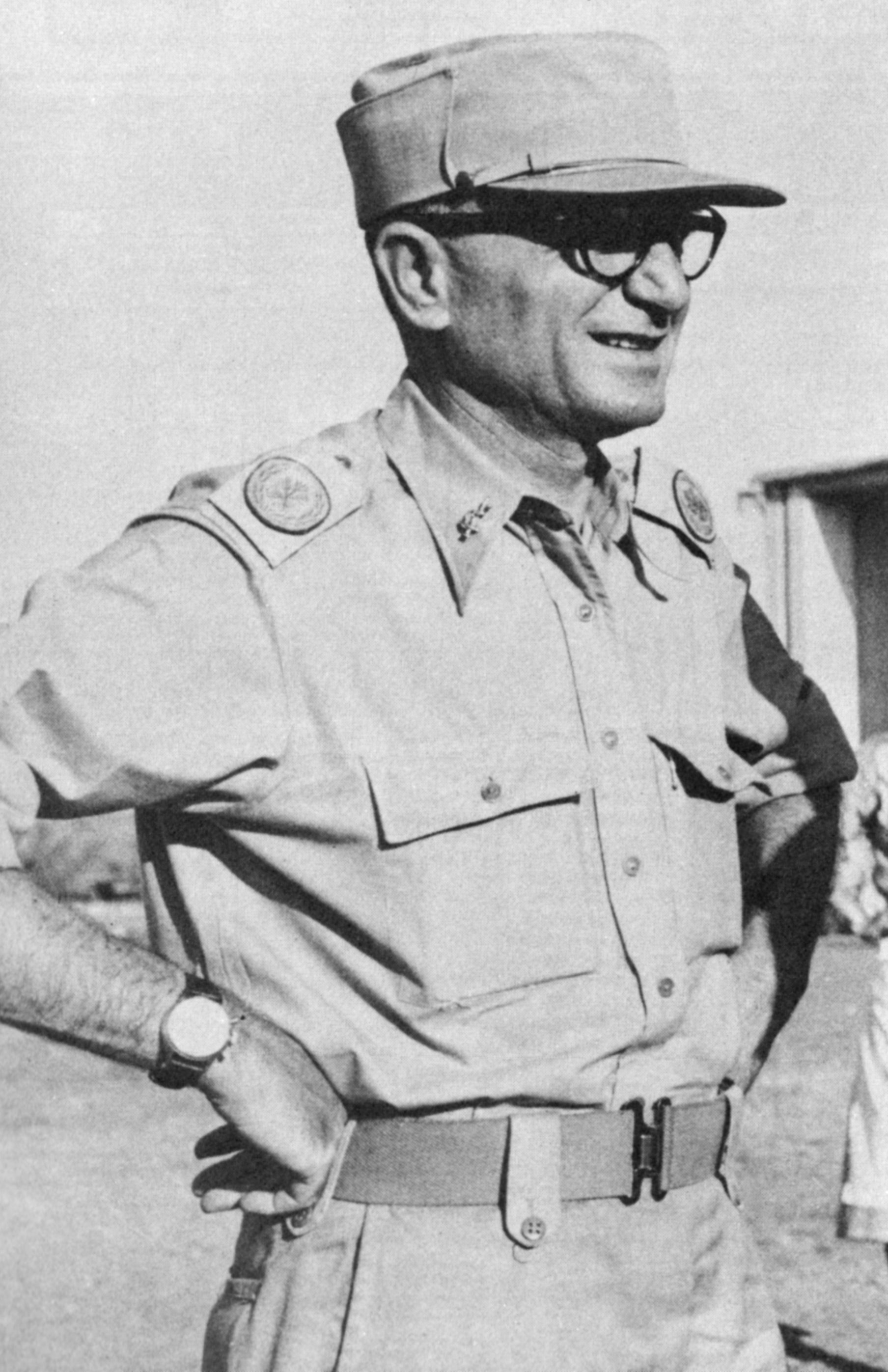